# Ton Caanen
Ton Caanen (ur. 18 marca 1966 w Geleenie) – holenderski piłkarz, grający na pozycji obrońcy, a wcześniej pomocnika i napastnika, trener piłkarski.

## Kariera klubowa
Od 6 lat grał w zespołach amatorskich. Karierę piłkarską rozpoczął w Quick’08 Geleen. Potem występował w klubach VV Sittard, VV Heidebloem i FC Geleen Zuid. W 1999 zakończył karierę piłkarską belgijskim klubie Mechelen-Wellen.

## Kariera trenerska
Po zakończeniu kariery piłkarskiej rozpoczął pracę trenerską. W latach 1999–2001 trenował FC Geleen Zuid (IV liga). W 2001 objął stanowisko dyrektora szkółki piłkarskiej klubu Roda Kerkrade. Również prowadził drugą drużynę Rody JC. 28 lipca 2003 został zaproszony przez Wim Vrösch do sztabu szkoleniowego Metałurha Donieck. 14 marca 2004 awansował na stanowisko głównego trenera Metałurha, w którym pracował do zakończenia sezonu 2003/04. W sezonie 2005/06 trenował izraelski Beitar Jerozolima, a potem Maccabi Tel Awiw. 4 czerwca 2006 został zaproszony do Maccabi Netanja ale nie kierował drużyną w żadnym oficjalnym meczu. 18 lipca 2006 ponownie wrócił do Ukrainy, tym razem na stanowisko głównego trenera Stali Ałczewsk. Po zakończeniu sezonu 2006/07 Stal spadła z Wyższej Lihi i klub zrezygnował z usług trenera. W czerwcu 2009 podpisał kontrakt z maltańskim Valletta FC. W maju 2010 objął stanowisko głównego trenera AEK Larnaka.